# Matar Samb
Pour les articles homonymes, voir Samb.
Matar Samb, né le 2 janvier 1991, est un nageur sénégalais. 

## Carrière
Matar Samb est médaillé de bronze du 4 x 100 mètres nage libre aux Championnats d'Afrique de natation 2008 à Johannesbourg ainsi qu'aux Championnats d'Afrique de natation 2016 à Bloemfontein. 
Membre de l'Olympique de Ngor, il remporte la traversée Dakar-Gorée en 2008 et en 2010 .